# Bộ Lanh
Bộ Lanh (Linales) là một danh pháp thực vật cho một bộ thực vật có hoa. Hệ thống Cronquist phiên bản năm 1981 sử dụng tên gọi này cho bộ nằm trong phân lớp Hoa hồng (Rosidae) với định nghĩa và giới hạn như sau:
- bộ Linales
họ Erythroxylaceae - họ Côca
họ Humiriaceae - ?
họ Hugoniaceae - ?
họ Ixonanthaceae - họ Hà nu
họ Linaceae - họ Lanh

Hệ thống APG II, được sử dụng trong Wikipedia, đưa các loài thực vật trong bộ này vào bộ Sơ ri (Malpighiales).